# Allgäu-Radweg
Der Allgäu-Radweg ist ein etwa 122 Kilometer langer Verkehrsweg durch das Alpenvorland des Allgäus und Oberbayerns. Der Radweg beginnt am Kurhaus in Isny im Allgäu im württembergischen Allgäu und endet am Bahnhof im oberbayerischen Schongau.

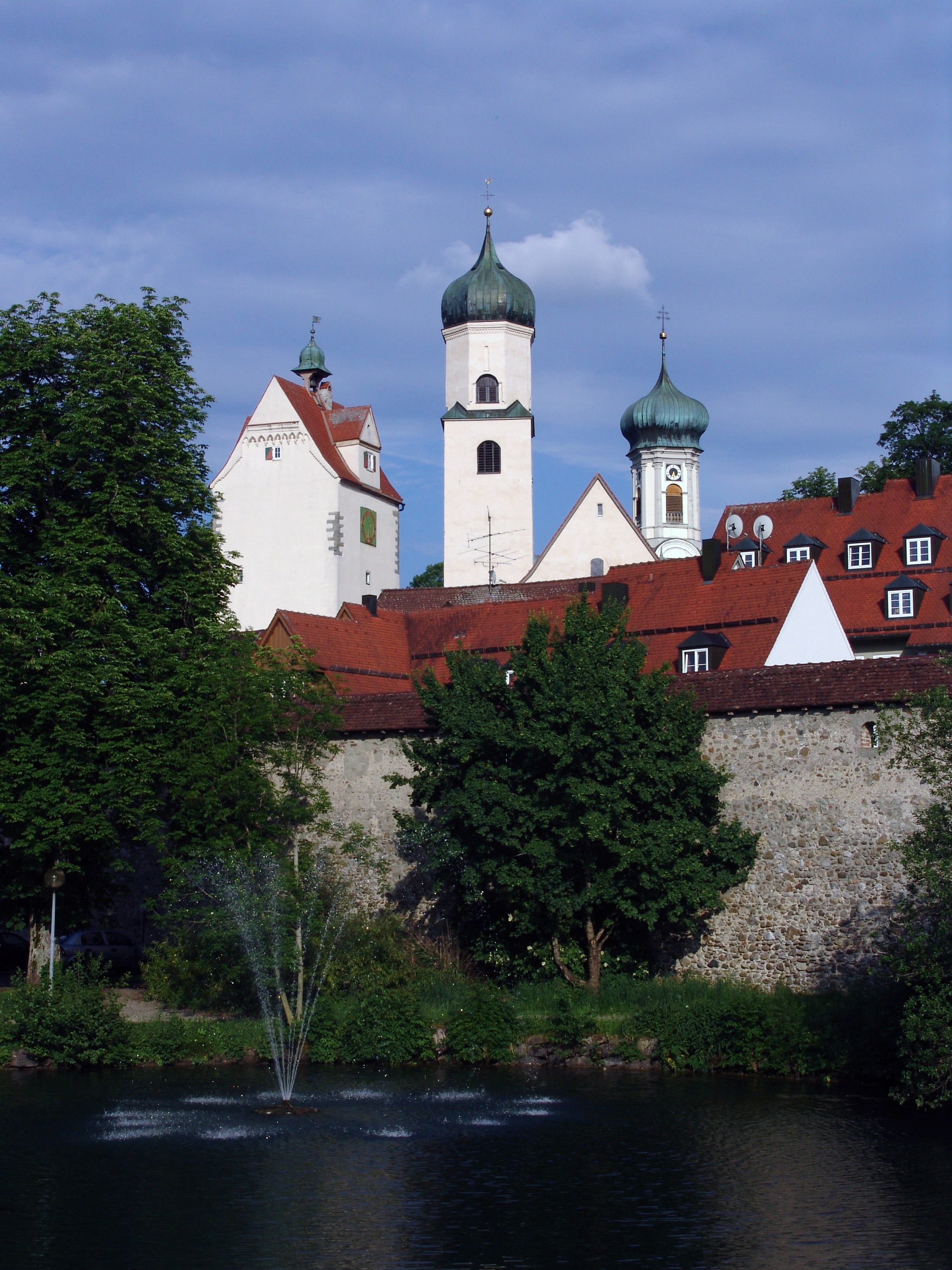
In der ehemaligen Freien Reichsstadt Isny, die heute zu Baden-Württemberg gehört, startet der Allgäu-Radweg ostwärts und passiert bald danach die Bundeslandgrenze nach Bayern

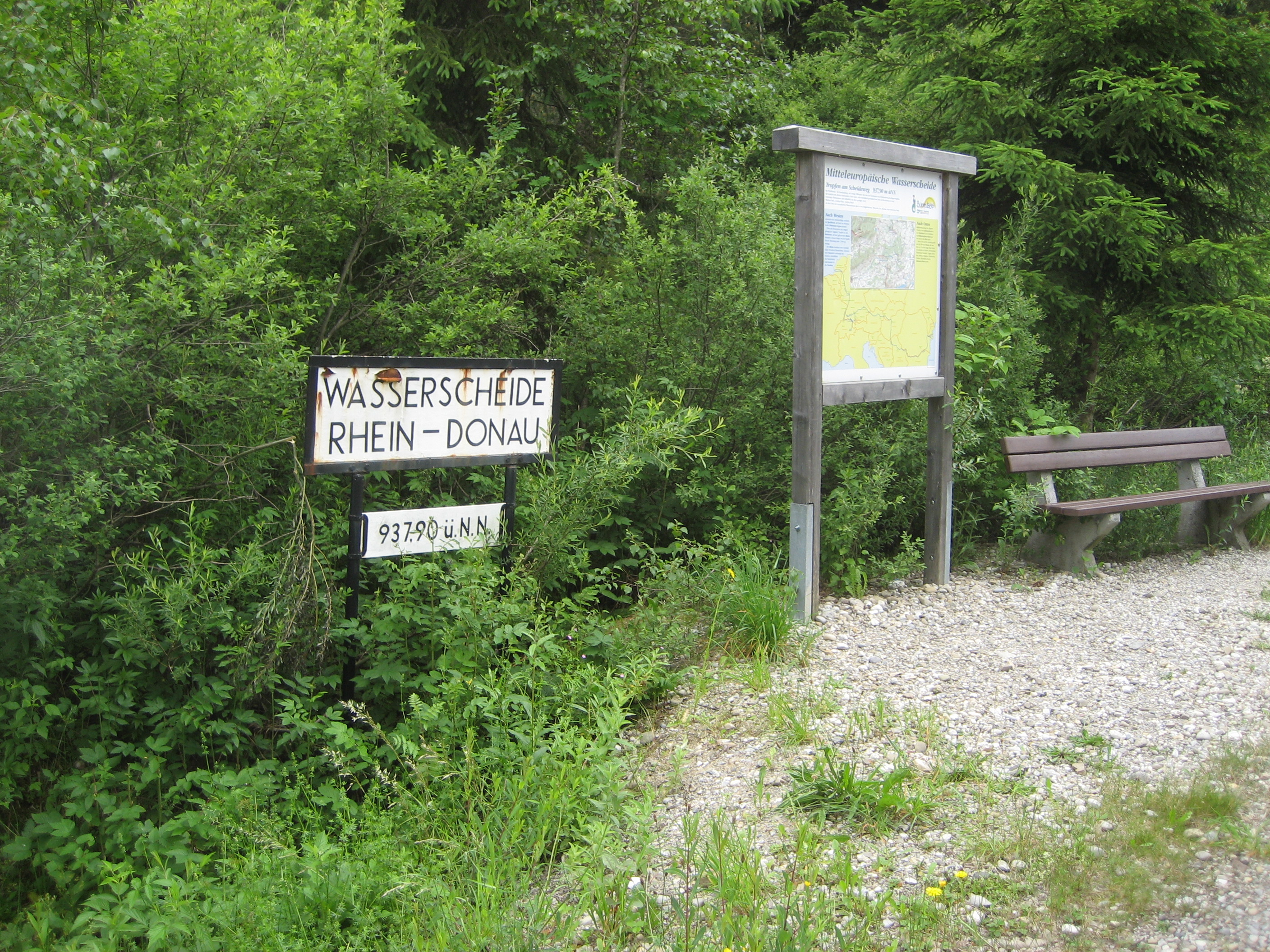
Eine der höchsten Stellen des Allgäu-Radweges wird gleichzeitig von der europäischen Wasserscheide bei Buchenberg markiert, die auf einer ehemaligen Bahntrasse passiert wird.

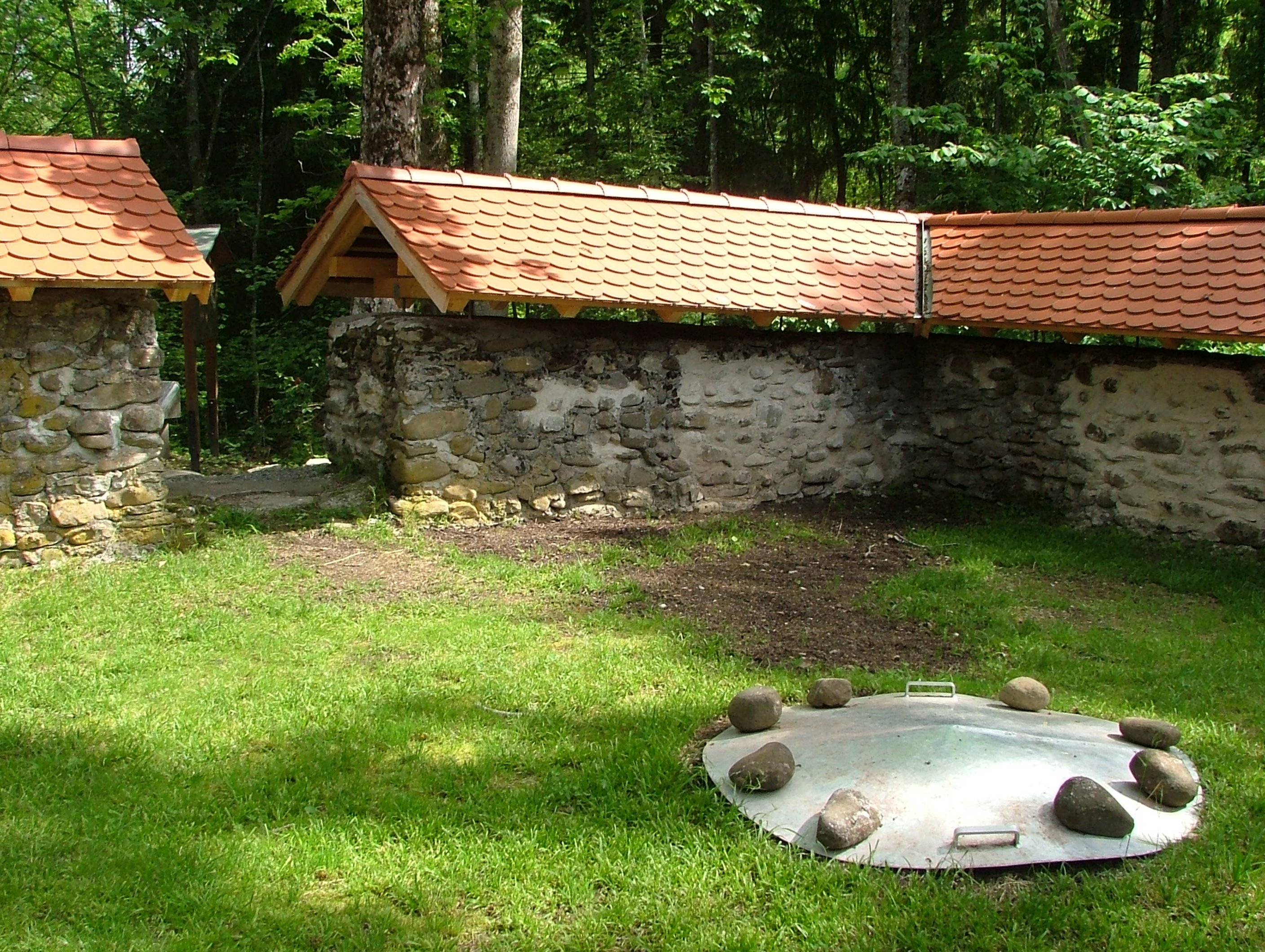
Römische Geschichte am Radweg: der Burgus Ahegg liegt als bauliches Zeugnis der Römerkultur direkt neben dem Allgäu-Radweg

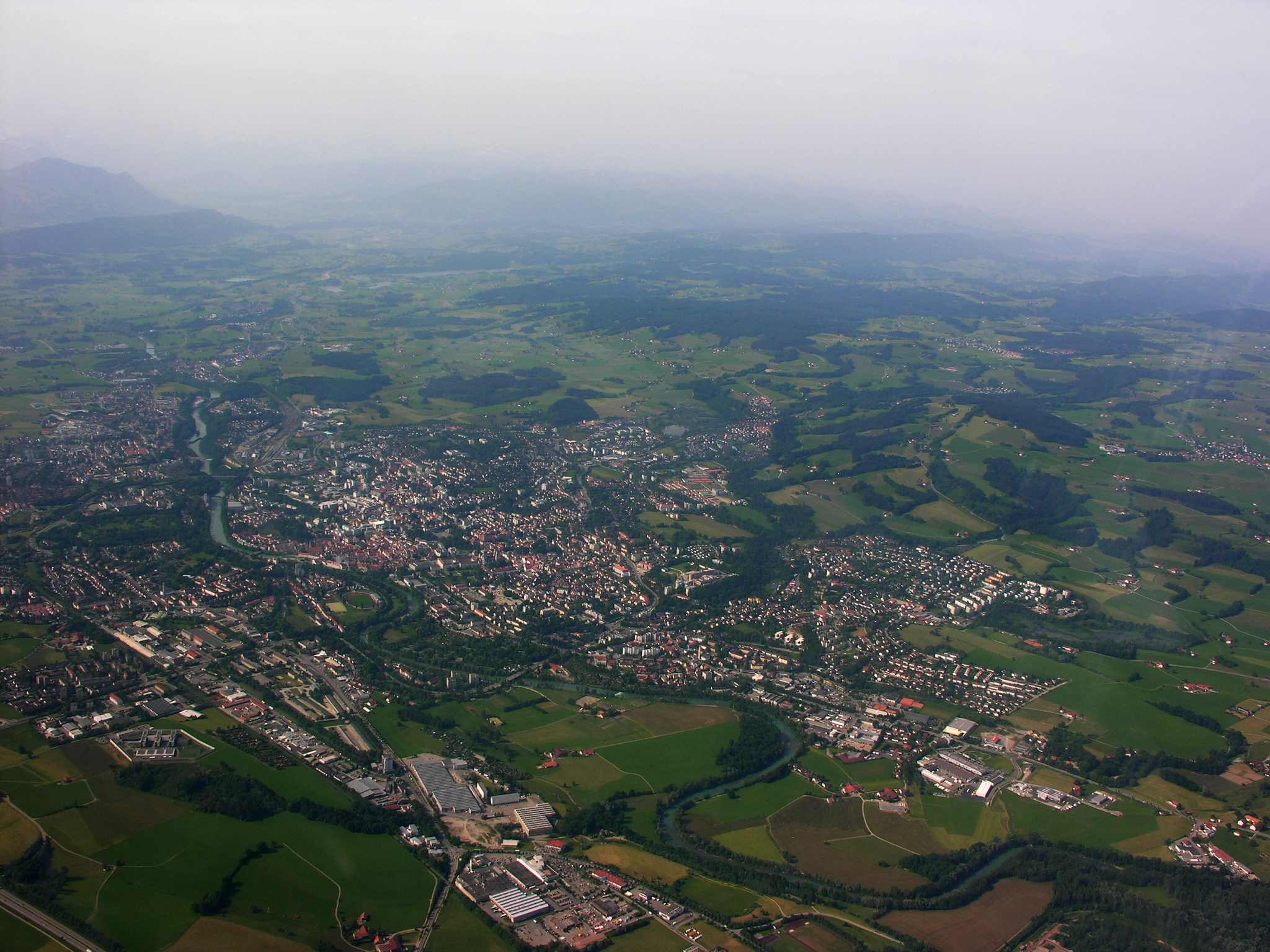
Der Allgäu-Radweg führt von Westen (rechts) her, senkt sich zuletzt ins Tal der Iller, überquert in Kempten (Bildmitte) diesen Fluss und setzt sich in Richtung Marktoberdorf fort

## Streckenverlauf
Der Allgäu-Radweg startet in Isny im Allgäu und führt über Weitnau und Buchenberg zunächst nach Kempten. Über Betzigau, Wildpoldsried und Unterthingau kommt man nach Marktoberdorf. Von dort geht es weiter über Biessenhofen nach Kaufbeuren. Der letzte Abschnitt führt über Mauerstetten, durch die Gemeinden Stöttwang, Kaltental und Osterzell und quert den Sachsenrieder Forst. Über Ingenried, Schwabbruck und Altenstadt (Oberbayern) gelangt man schließlich in den Zielort Schongau.
Zwischen Isny und Marktoberdorf fungiert der Allgäu-Radweg als West-Ost-Achse der Radrunde Allgäu und ermöglicht somit weitere Etappengestaltungen der Radrunde. Zudem verbindet der Allgäu-Radweg die ADFC-RadReiseRegionen im württembergischen Allgäu und dem Ostallgäu miteinander. Zwischen dem Bahnhof Kaufbeuren und dem Bahnhof Schongau verläuft der Allgäu-Radweg parallel zum ausgeschilderten Themenradweg Sachsenrieder Bähnle. Der Streckenverlauf des Allgäu-Radwegs ist in beide Richtungen ausgeschildert, in der Literatur wird der Startpunkt in Isny gewählt.

## Sehenswürdigkeiten
- Stadt Isny im Allgäu
- Rhein-Donau-Wasserscheide
- Burgus Ahegg
- Stadt Kempten (Allgäu)
- Stadt Marktoberdorf
- Stadt Kaufbeuren
- Romanische Basilika in Altenstadt
- Stadt Schongau

## Höhenprofil
Der Allgäu-Radweg verläuft zum großen Teil auf ehemaligen Bahntrassen oder Straßen durch das Alpenvorland, unter anderem auf der ehemaligen Bahnstrecke Kempten–Isny und der ehemaligen Bahnstrecke Kaufbeuren–Schongau. Der Film Wallers letzter Gang wurde hauptsächlich an der ehemaligen Allgäuer Bahnstrecke Kempten–Isny, dem heutigen Allgäu-Radweg, gedreht. Kurz nach den Dreharbeiten wurden die Gleisanlagen dieser Strecke abgebaut (in den Jahren 1988 bzw. 1989) und damit die Grundlagen für den derzeitigen Radweg geschaffen. Auch auf dem Abschnitt zwischen Kaufbeuren und dem Sachsenrieder Forst wurde die ehemalige Bahnstrecke nach dem Gleisabbau in einen Radwanderweg umgestaltet. Auf der gesamten Strecke sind etwa 700 Höhenmeter mit einigen Anstiegen zu überwinden.

## Charakter
Der Allgäu-Radweg kann von Mountainbikes, Tourenrädern, Trekkingrädern, Elektrofahrrädern und Familien mit Kindern benutzt werden. Längere Abschnitte sind allerdings nicht asphaltiert, so dass die Route für Rennräder schwierig ist.
Die Beschilderung ist durchgehend gewährleistet.

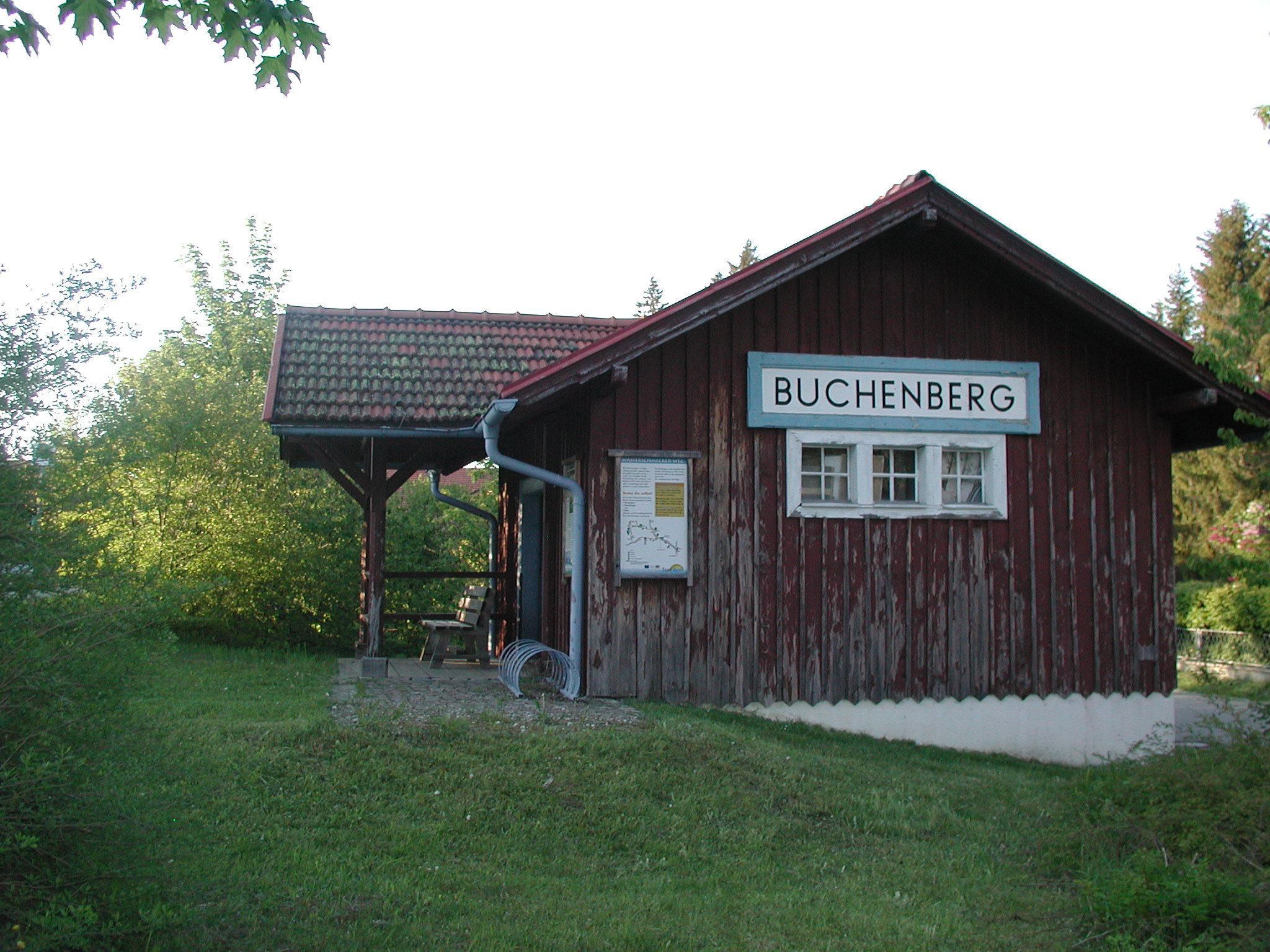
Ein Unterstand im ehemaligen Bahnhofsgebäude von Buchenberg. Wo bis 1984 die Gleise lagen, läuft heute der Allgäu-Radweg.
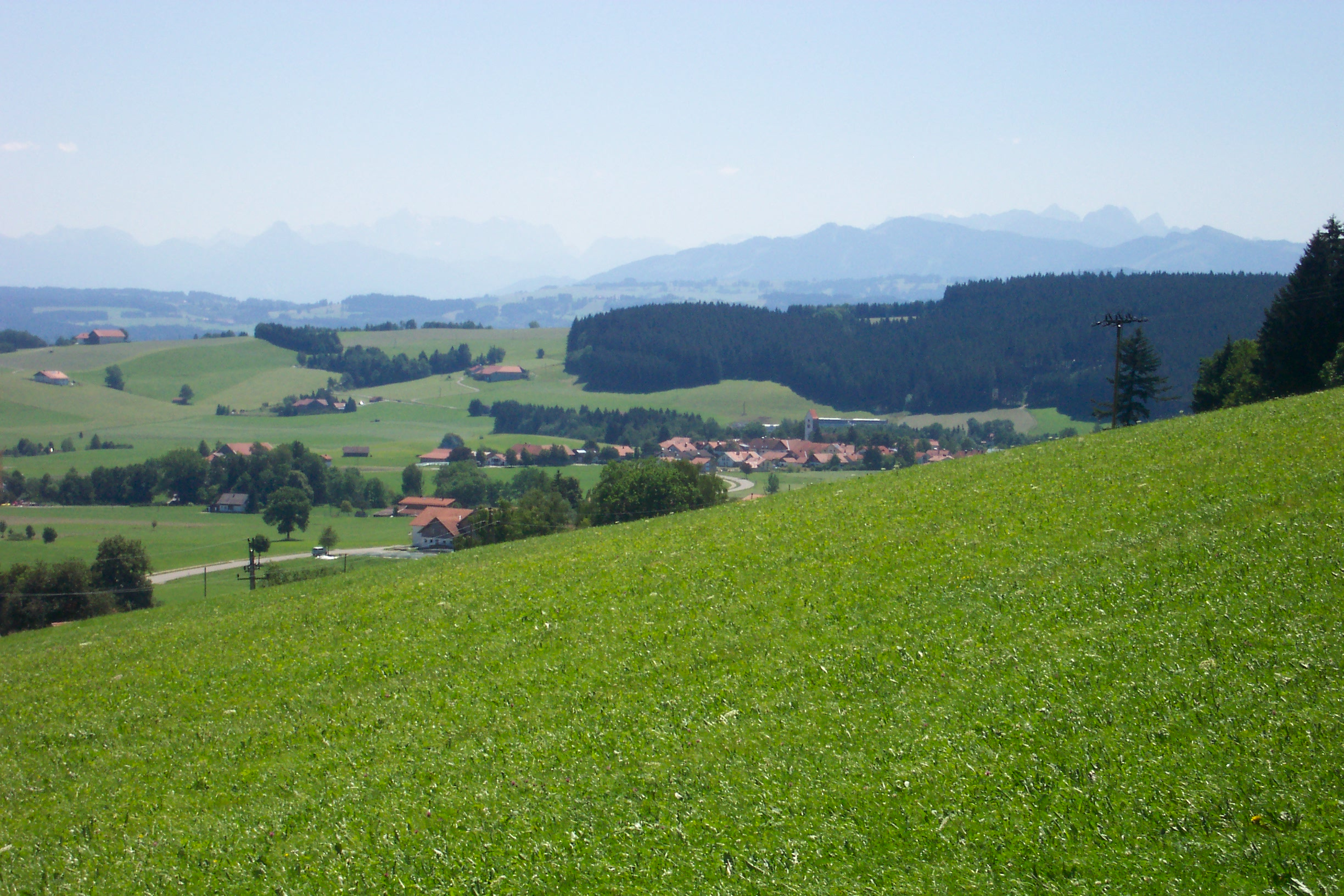
Stellenweise gibt es Ausblicke auf die Allgäuer Alpen, hier bei Ermengerst. Der Allgäu-Radweg durchfährt den Ort ebenfalls auf der Bahntrasse.
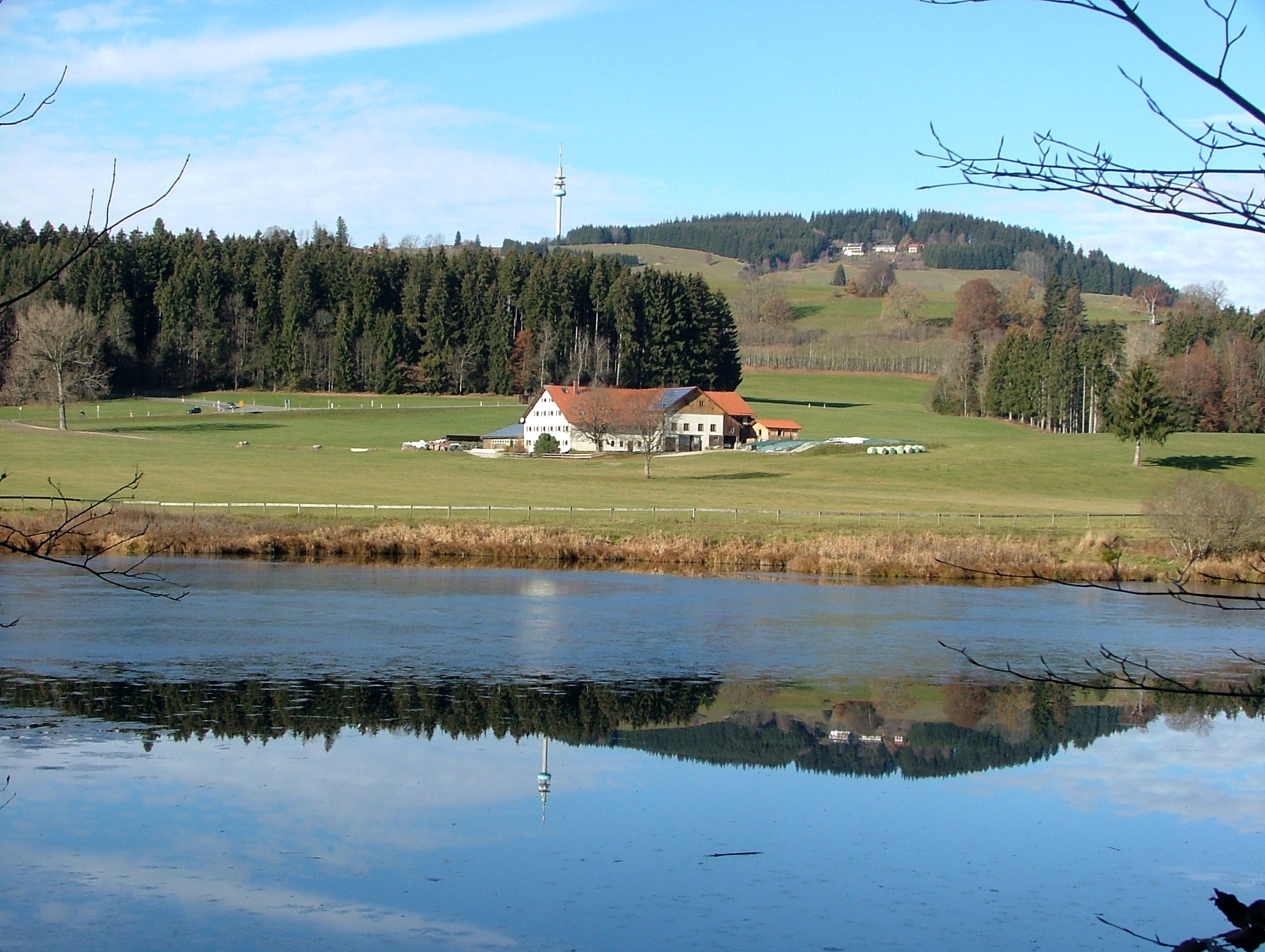
Der Herrenwieser Weiher liegt direkt neben dem Radweg.
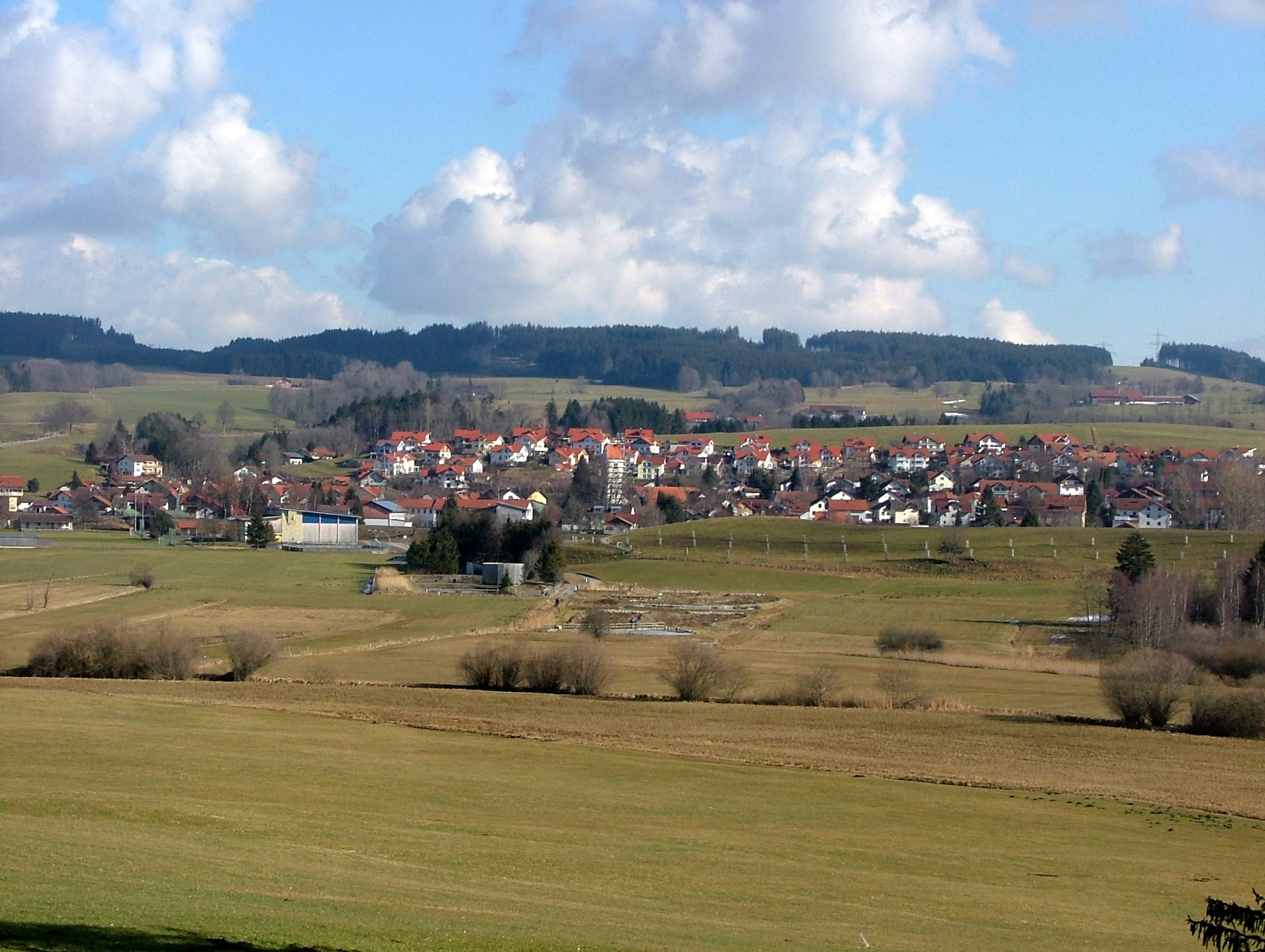
Einen Anstieg gibt es bei Wildpoldsried.
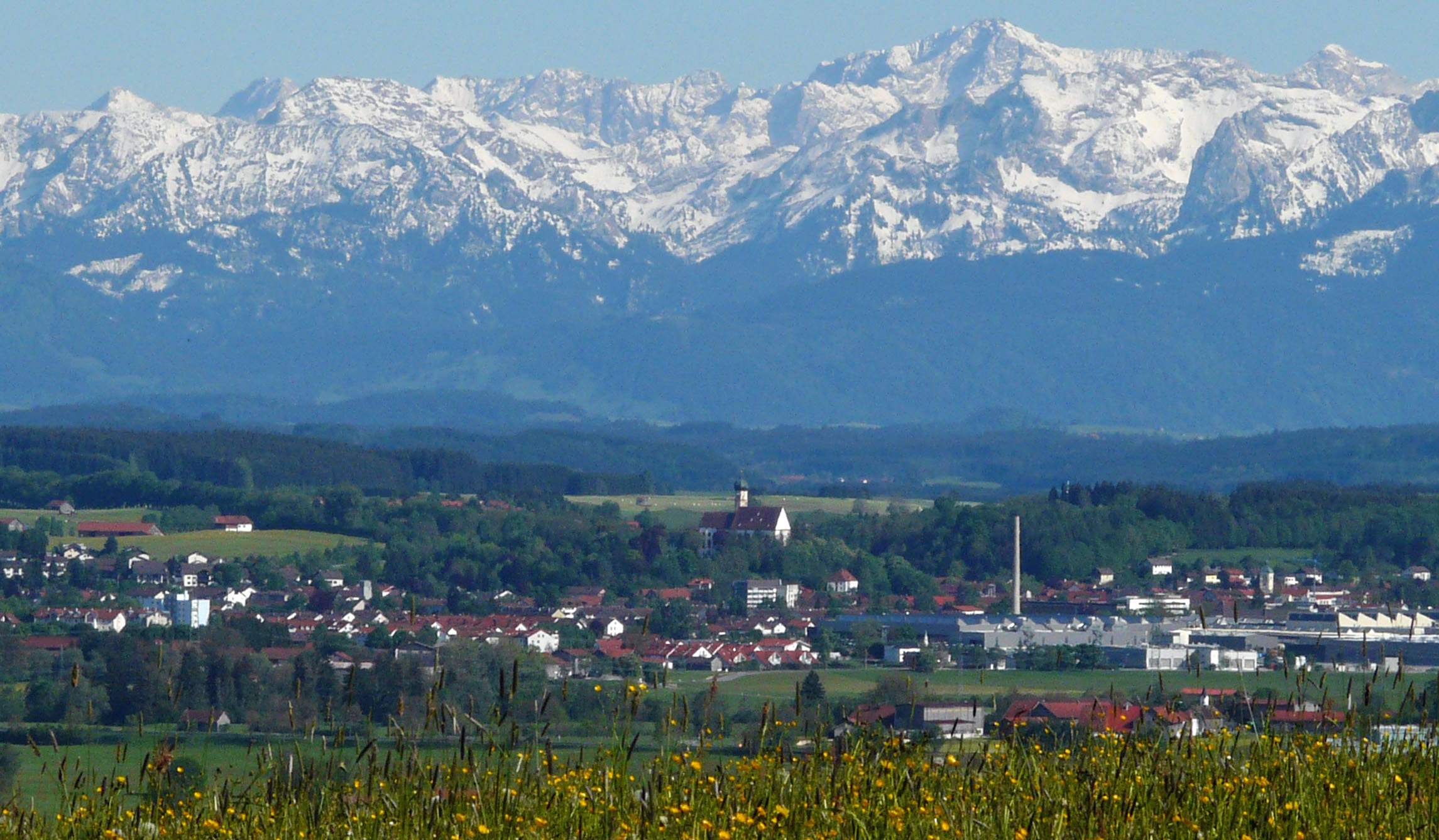
Von Marktoberdorf aus sieht man das Ammergebirge.
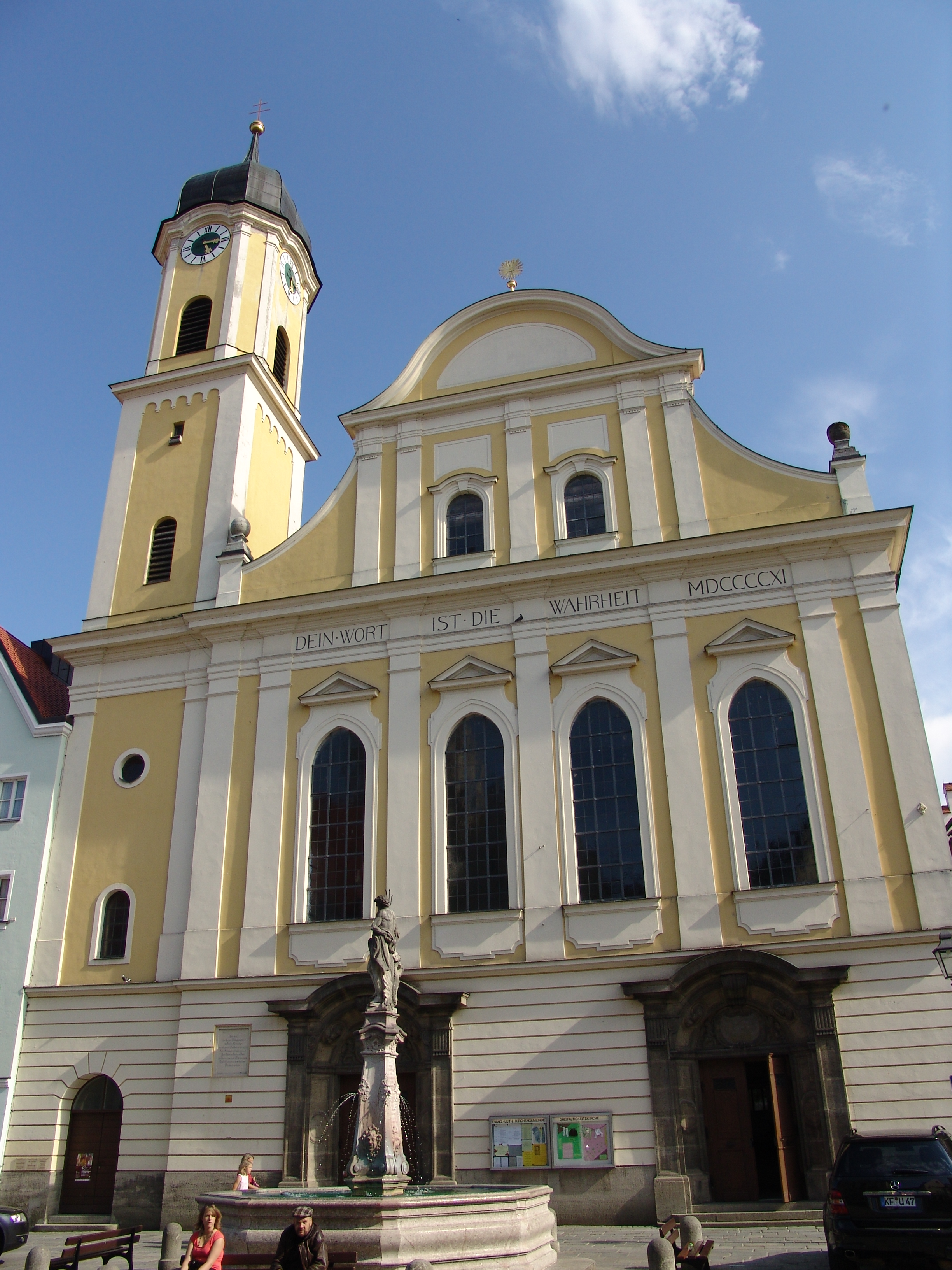
Die Dreifaltigkeitskirche von Kaufbeuren.
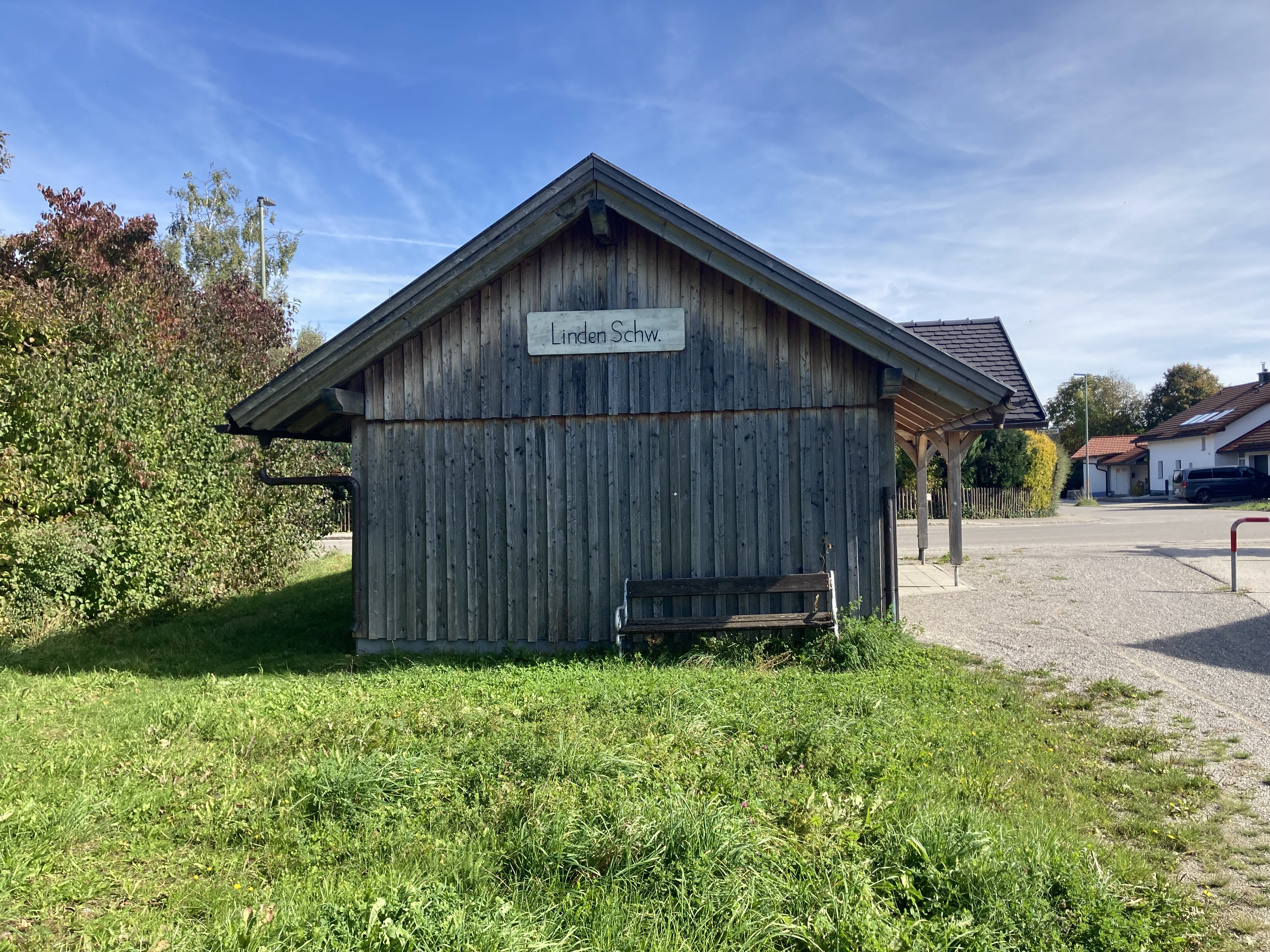
Ehemaliger Bahnhof an der Bahnstrecke Kaufbeuren–Schongau, heute Unterstand und Rastplatz für Radler.

## Anschlussmöglichkeiten
- Iller-Radweg in Kempten
- Radrunde Allgäu in Isny und Marktoberdorf
- Lechradweg in Schongau
- Via Claudia Augusta in Schongau

## Karten
- ADFC-Regionalkarte, Radwanderkarte Allgäu, Maßstab 1:75.000, Memmingen, Kaufbeuren, Kempten, Bregenz, Bielefelder Verlag, Bielefeld, ISBN 978-3-87073-246-2
- Radwanderkarte Allgäu – mit Ausflugszielen, Einkehr- und Freizeittipps, Blatt 309, Maßstab 1:50.000, Verlag Publicpress, Geseke, ISBN 3-89920-111-6 (mit einer Kurzbeschreibung des Allgäu-Radweges auf der Rückseite)
- Bayernnetz für Radler, Radnetzkarte im Maßstab 1:625.000 auf der Grundlage der Übersichtskarte Bayern 1:500.000, hrsg. vom Bayerischen Staatsministerium des Innern, Ministerium für Wirtschaft, Infrastruktur, Verkehr und Technologie, München 2005, ISBN 3-910088-95-3